# シルヴァーヘッド
シルヴァーヘッド（Silverhead）は、イギリスのロック・バンド。歌手であり俳優であるマイケル・デ・バレスを中心に1972年に結成され、ロンドンを中心に活動した。音楽的にはローリング・ストーンズの影響が強い。日本での人気・知名度は比較的高い（#日本での評価 参照）。

## 来歴
1972年、演劇学校出身のマイケル・デ・バレスはEMIとソロとして契約していたが、『メロディ・メイカー』誌に「エロティックでリラックスしたミュージシャン求む」というメンバー募集を掲載し、これに応じて集まった4人とともにシルヴァーヘッドが結成された。6週間の短期間のリハーサルののち、同年、『恐るべきシルヴァーヘッド』でデビューする。1973年、リードギタリストをスティーヴィー・フォレストからロビー・ブラントに替え、ゲストにイアン・マクドナルド (サックス)を迎え、セカンド・アルバム『凶暴の美学』をリリース。以上2作のプロデュースはディープ・パープルなどのサウンドエンジニアとして有名であったマーティン・バーチが手がけた。1973年1月には来日公演を行った。1974年、3枚目となる仮称『ブルティフル (Brutiful)』の製作途中の同年7月にバンドは解散する。その後、1975年、ロンドン、レインボー・シアターでのライブ盤『電撃ライブ』が、日本のみ限定でリリースされた。短期間に終わったシルヴァーヘッドの活動において、デ・バレスのボーカルは評価されたものの、バンド自体は商業的には失敗に終わった。

### メンバーのその後
デ・バレスはアメリカに移り、1977年、元イエスのトニー・ケイ、元ステッペンウルフのマイケル・モナークらとディテクティヴを結成。スタジオ・アルバム2枚、ライブ・アルバム1枚をリリース。1985年、ロバート・パーマーの代役としてパワー・ステーションのツアーメンバーとなった。また、同バンドの映画『コマンドー』の主題歌『We Fight For Love』(CD化の際に『Someday, Somehow, Someone's Gotta Pay』と改題)のボーカルも担当している。その後は主にテレビドラマの脇役などを演じ（参考:冒険野郎マクガイバー#セミ・レギュラー）、映画では『ピンク・キャデラック』(1989年)や『マルホランド・ドライブ』(2001年)などに脇役として出演している。
ナイジェル・ハリスンは、1978年にブロンディに加入し、1982年まで、当時絶頂期であったブロンディのベーシスト、ソングライターとして活躍した。
ロビー・ブラントは、レッド・ツェッペリン解散後、ソロとなったロバート・プラントのアルバム『11時の肖像』(1982年)から『シェイクン・アンド・スタード』(1985年)まで、4枚のアルバムにギタリストとして参加した。
2012年、オリジナル・メンバーによる再結成ギグが日本でのみ行われた。

### 日本での評価
イギリス本国では、ほとんど評価されなかったが、日本では東芝EMIの強力なプロモーションにより、ラジオでのオンエアや、雑誌への記事掲載などで、人気、知名度を得ることができ、音楽雑誌の人気投票などにもそれが反映された。そういった状況から、日本のみ発売のライブ盤などもリリースされた。ただし日本においても、その人気に対し演奏自体の評価は低かった。
ハリスンが解散後に加入したブロンディのデボラ・ハリーは、日本の雑誌のインタビューに応じた際「彼（ハリスン）は昔、シルヴァーヘッドが、日本で人気があった時、日本に行って大変な人気だったんでしょう。ある人の話によると、彼のために日本の女の子が、自殺しそうになったとか」と話している。

### 来日公演
- 初来日
  - 1974年1月10日・11日 東京 新宿厚生年金会館
  - 1月13日 東京 渋谷公会堂
  - 1月19日 東京 中野サンプラザ[9]

公演に合わせ来日した1974年1月にリーダー・マイケル・デバレスが『報知新聞』の取材に答えた。当時グラムロックと呼ばれたT・レックスやデヴィッド・ボウイらが派手な衣装とメーキャップで話題を呼んでいたが、デバレスも度肝を抜くいでたち。顔にはおしろいを塗りたくり、真赤な口紅、濃紺のアイシャドー、髪は脱色して褐色。黄色地にオレンジ色の斑点の入った上着に、銀ラメの入った黒のズボン。白のエナメルの靴。両手首に7個の腕輪。「あなたもグラムロックなのか?」と記者の質問に対して「ボクがやっているのはセクシーミュージック」と述べた。また「そんなおかしな格好するのはなぜ?」の質問には「美しく見えるよう着飾っているだけさ。他に意味はない。男女の区別がつかないって言う人がいるが、区別する必要があるのか?ボクは全然ないと思っている。ステージを降りてもボクは同じ格好をしている」。（当時としてはこのような）奇抜な衣装はオーダーメイドが予想され、化粧代もかかるだろうと考えた記者は「お金はどのくらいかかる?」と質問し、デバレスは「そうでもない。化粧品は特にどれと決めていないし、衣装デザインは全部自分でやるから。月に1000ポンドぐらい」と答えたが、1000ポンドは当時の日本円で70万円ぐらいにあたり、安くはない額。また「周りの人が奇抜な目で見ようがボクは一向に構わないし平気だ。イギリスでも街を歩くと驚いて振り返る人がいるけど…」などと話した。
- 2回目
  - 2012年4月20日・21日、下北沢GARDEN[5]。

## メンバー
- ロッド・ディヴィース (Rod Davies) - ギター、ボーカル、パーカッション
- マイケル・デ・バレス (Michael Des Barres) - ボーカル
- ナイジェル・ハリスン (Nigel Harrison) - ベース
- ピート・トンプソン (Pete Thompson) - ドラム、キーボード
- スティーヴィー・フォレスト (Stevie Forest) - ギター、ボーカル (アルバム『恐るべきシルヴァーヘッド』にて)
- ロビー・ブラント (Robbie Blunt) - ギター、ボーカル (アルバム『凶暴の美学』にて)

## ディスコグラフィ

### アルバム
- 『恐るべきシルヴァーヘッド』[10] - Silverhead (1972年)
- 『凶暴の美学』 - 16 And Savaged (1973年)
- 『電撃ライブ』[11] - Live at The Rainbow London (1975年) ※ライブ・アルバム。日本盤のみ
- 『熱狂のライヴ』 - Show Me Everything (2001年) ※ライブ・アルバム。日本盤のみ

## 参考リンク
- マイケル・デ・バレス公式サイト